# 曲界镇
曲界镇，是中华人民共和国广东省湛江市徐闻县下辖的一个乡镇级行政单位。

## 行政区划
曲界镇下辖以下地区：
曲界社区、三河村、凤山村、高西村、田洋村、龙门村、张畴村、南胜村、愚公楼村、石灵溪村、高坡村、仙安村、城家村和曲界村。